# Galium margaritaceum
Galium margaritaceum là một loài thực vật có hoa trong họ Thiến thảo. Loài này được A.Kern. mô tả khoa học đầu tiên năm 1870.